# Episodi di Sheriff of Cochise (prima stagione)
La prima stagione della serie televisiva Sheriff of Cochise è stata trasmessa in anteprima negli Stati Uniti d'America in syndication tra il 21 settembre 1956 e il 21 giugno 1957.
| nº | Titolo originale             | Titolo italiano | Prima TV USA      | Prima TV Italia |
| -- | ---------------------------- | --------------- | ----------------- | --------------- |
| 1  | The Turkey Farmers           |                 | 21 settembre 1956 |                 |
| 2  | Medal of Honor               |                 | 16 novembre 1956  |                 |
| 3  | Permanent Residence          |                 | 28 settembre 1956 |                 |
| 4  | The Great Train Robbery      |                 | 5 ottobre 1956    |                 |
| 5  | Human Bomb                   |                 | 12 ottobre 1956   |                 |
| 6  | Father and Son               |                 | 19 ottobre 1956   |                 |
| 7  | Question of Honor            |                 | 26 ottobre 1956   |                 |
| 8  | Fire on Chiricahua Mountains |                 | 2 novembre 1956   |                 |
| 9  | Caine and Abel               |                 | 11 novembre 1956  |                 |
| 10 | The Red-Haired Visitor       |                 | 23 novembre 1956  |                 |
| 11 | Closed for Repairs           |                 | 30 novembre 1956  |                 |
| 12 | Helldorado                   |                 | 7 dicembre 1956   |                 |
| 13 | The Shadow                   |                 | 14 dicembre 1956  |                 |
| 14 | The Lost Mine                |                 | 21 dicembre 1956  |                 |
| 15 | The Friends                  |                 | 28 dicembre 1956  |                 |
| 16 | Grandfather Grandson         |                 | 11 gennaio 1957   |                 |
| 17 | The Kidnapper                |                 | 18 gennaio 1957   |                 |
| 18 | Apache Kid                   |                 | 25 gennaio 1957   |                 |
| 19 | Lynching Party               |                 | 1º febbraio 1957  |                 |
| 20 | Massacre 1883                |                 | 8 febbraio 1957   |                 |
| 21 | Bandit Chief                 |                 | 15 febbraio 1957  |                 |
| 22 | Triangle                     |                 | 22 febbraio 1957  |                 |
| 23 | Bank Robbery                 |                 | 1º marzo 1957     |                 |
| 24 | The Relatives                |                 | 8 marzo 1957      |                 |
| 25 | Vapor Lock                   |                 | 15 marzo 1957     |                 |
| 26 | Body in Mine                 |                 | 22 marzo 1957     |                 |
| 27 | Statute of Limitations       |                 | 26 aprile 1957    |                 |
| 28 | I Am an American             |                 | 5 aprile 1957     |                 |
| 29 | Gun Runners                  |                 | 12 aprile 1957    |                 |
| 30 | Approach with Caution        |                 | 19 aprile 1957    |                 |
| 31 | Revenge                      |                 | 29 marzo 1957     |                 |
| 32 | Husband and Wife             |                 | 3 maggio 1957     |                 |
| 33 | Midnight Flier               |                 | 10 maggio 1957    |                 |
| 34 | Manhunt                      |                 | 17 maggio 1957    |                 |
| 35 | The Safe Man                 |                 | 24 maggio 1957    |                 |
| 36 | Maniac                       |                 | 31 maggio 1957    |                 |
| 37 | Wyatt Earp                   |                 | 7 giugno 1957     |                 |
| 38 | Cards                        |                 | 14 giugno 1957    |                 |
| 39 | Copper Wire                  |                 | 21 giugno 1957    |                 |